# Achrosis innotata
Sabaria innotata là một loài bướm đêm trong họ Geometridae.